# Björn Goop
Björn Goop, né le 13 octobre 1976 à Mölndal est un entraîneur et driver suédois, spécialiste des courses de trot attelé. Il est le fils de l'entraîneur Olle Goop.

## Carrière
D'abord driver pour l'écurie de son père, Olle Goop, il s'installe ensuite à son compte et ne tarde pas à multiplier les succès, faisant de lui l'un des tout meilleurs drivers européens. Conny Lobell, une jument qu'il entraîne lui-même, lui apporte de nombreuses victoires dont une première Elitloppet en 2006. Régulièrement actif en France, Björn Goop est associé, à partir de 2014, au champion français Timoko, avec lequel il remporte notamment l'Elitloppet et le Prix de France, et succède à Franck Nivard au sulky du crack Bold Eagle en 2019. Il est également, jusqu'en 2021, le partenaire attitré de Face Time Bourbon, qui lui offre en 2020 un deuxième Prix d'Amérique après celui remporté deux ans plus tôt par le champion suédois Readly Express.
Björn Goop a remporté sa première course en amateur en 1994 ; il a, en 2015, dépassé le cap des 6 000 victoires. Il a remporté 12 "casques d'or" d'affilée, récompensant le meilleur driver de l'année en Suède, un record. En 2015, il est le driver ayant remporté le plus de courses en Europe et en octobre 2018, il devient le driver le plus capé de l'histoire des courses suédoises, avec 6 746 victoires, soit une de plus que son père. Un an plus tard, il franchit le cap des 7 000 victoires.

## Palmarès
Comme entraîneur et/ou driver (courses de groupe 1 uniquement)
 Suède
- Elitloppet – 3 – Conny Lobell (2006), Timoko (2014, 2017)
- Svenskt Trav–Oaks – 3 – Sissel Godiva (2007), Pebbly (2009), Eagle Eye Sherry (2020)
- Åby Stora Pris – 3 – Un Mec d'Héripré (2016), Moni Viking (2020, 2022)
- Paralympiatravet – 2 – Thai Tanic (2006), Your Highness (2016), San Moteur (2023)
- Svensk Uppfödningslöpning – 2 – Even Who (2003), Mister J.P. (2014)
- Svenskt Travkriterium – 2 – Sans Peur (1997), Conny Lobell (2004)
- Sundsvall Open Trot – 2 –  Spring Ray (2005), Moni Viking (2022)
- Svenskt Travderby – 1 – Conny Lobell (2005)
- Drottning Silvias Pokal – 1 – Princess Face (2016)
- Konung Gustaf V:s Pokal – 1 – Conny Lobell (2005)
- Stochampionatet – 1 – Mellby Free (2018)
- Jubileumspokalen – 1 – San Moteur (2022)

 Norvège
- Grand Prix d'Oslo – 1 – Arch Madness (2011)
- Norsk Travkriterium – 2 – Muscles Wiking BR (2010), Schoking Superman (2016)
- Norsk Travderby – 1 – Muscles Wiking BR (2011)

 Finlande
- Finlandia Ajo – 3 – Quarcio du Chêne (2010), Sebastian K. (2012), Readly Express (2019)
- Kymi Grand Prix – 2 – Timoko (2014), Vitruvio (2020)

 France
- Prix d'Amérique – 3 – Readly Express (2018), Face Time Bourbon (2020, 2021)
- Prix de France – 3 – Noras Bean (2014), Timoko (2015), Readly Express (2019)
- Grand critérium de vitesse de la Côte d'Azur – 4 – Timoko (2015, 2016, 2017), Readly Express (2019)
- Critérium des 3 ans – 2 – Face Time Bourbon (2018), Gunilla d'Atout (2019)
- Critérium des 4 ans – 1 – Gunilla d'Atout (2020)
- Critérium Continental – 2 – Tumble Dust (2014), Face Time Bourbon (2019)
- Prix de Sélection – 2 – Face Time Bourbon (2019, 2020)
- Prix René Ballière – 2 – Bold Eagle (2019), Face Time Bourbon (2020)
- Critérium des 5 ans – 1 – Face Time Bourbon (2020)
- Prix de l'Étoile – 1 – Face Time Bourbon (2020)

 Espagne
- Premi Siria – 1 – Uli Stilike (2014)
- Premi Gel del Kor – 1 – Blackfoot (2014)

 Italie
- Grand Prix Freccia d'Europe – 1 – Smashing Victory (2005)
- Championnat Européen – 1 – Smashing Victory (2006)
- Grand Prix de la Ville de Montecatini – 1 – Smashing Victory (2006)
- Grand Prix Tino Triossi – 1 – Timone Ek (2016)
- Gran Premio d'Europa – 1 – Timone Ek (2016)

 Danemark
- Copenhagen Cup – 2 – Libeccio Grif (2011), Your Highness (2016)
- Danskt Trav–Derby – 2 – Tumble Dust (2014), Chock Nock (2018)

 Belgique
- Grand Prix de Wallonie – 1 – Face Time Bourbon (2020)

 Europe
- Championnat européen des 3 ans – 4 – Muscles Wiking BR (2010), Vamp Kronos (2017), Face Time Bourbon (2018), Ecurie D (2019)
- Championnat européen des 5 ans – 1 – Yield Boko (2010)
- Grand Prix de l'UET – 2 – Conny Lobell (2005), Face Time Bourbon (2019)
- Championnat européen des juments - 1 - Save the Quick (2013)

## Galerie

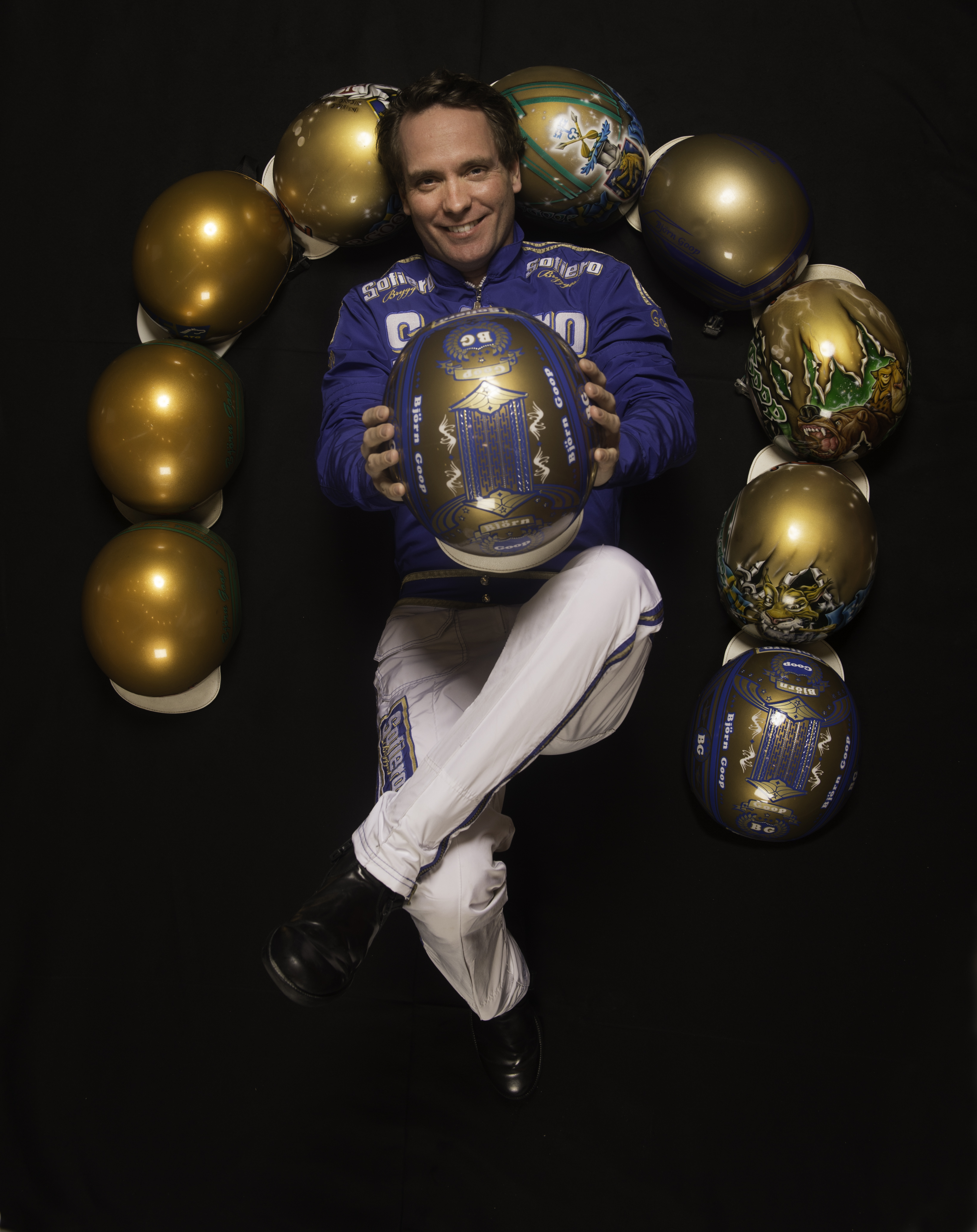
Björn Goop et ses 12 Casques d'or.
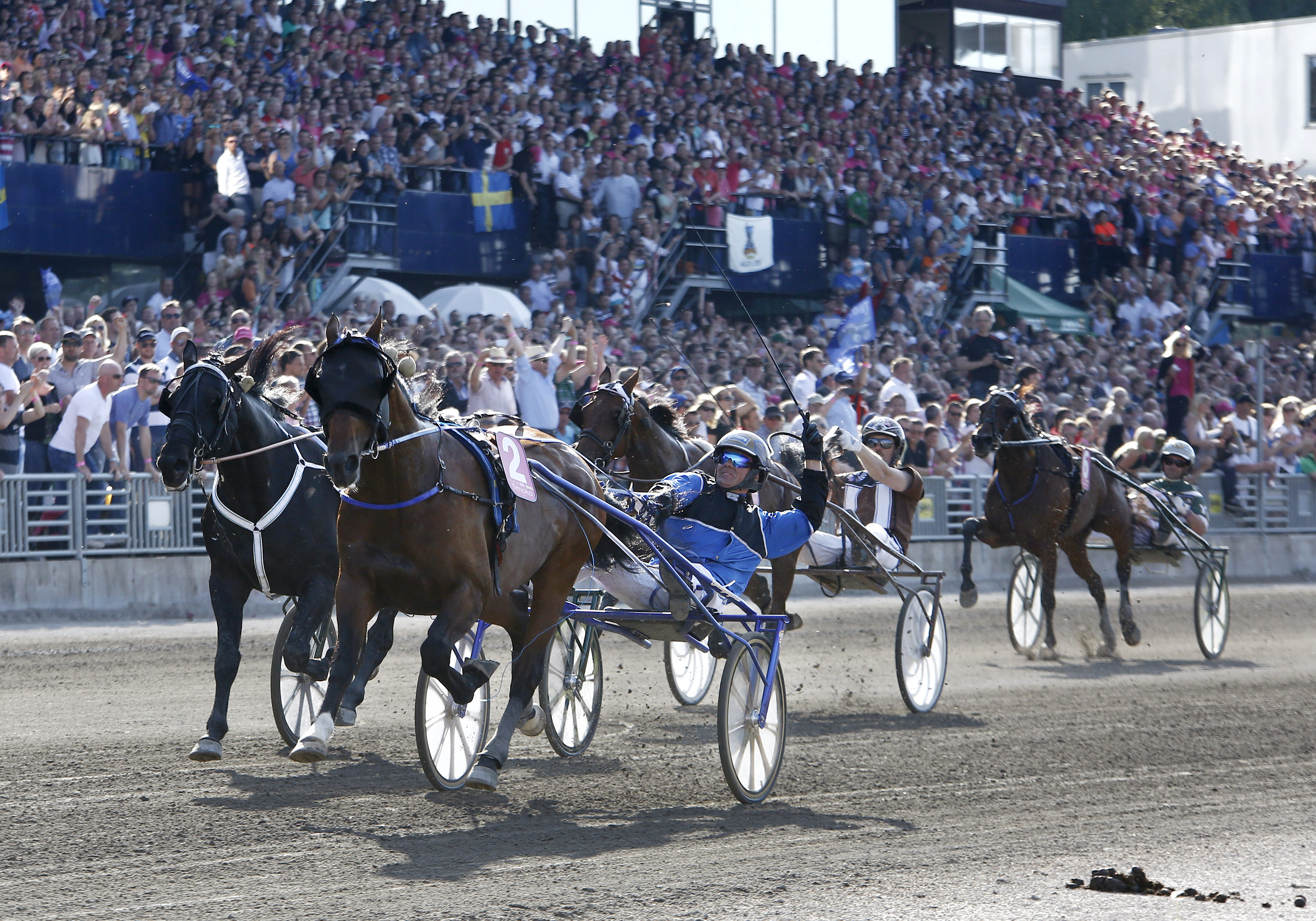
Victoire dans l'Elitloppet au sulky de Timoko en 2014.
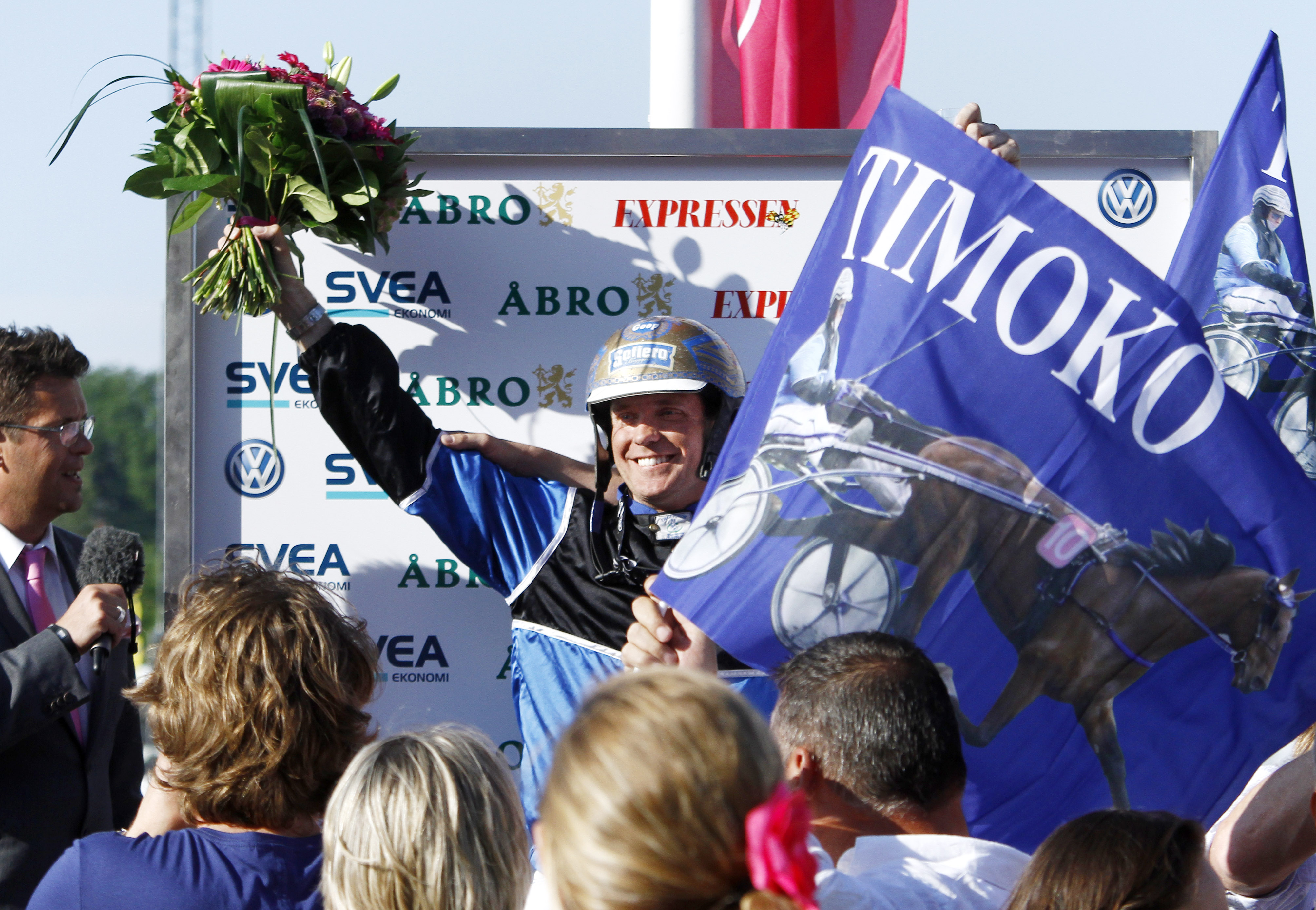
Le podium de l'Elitloppet en 2014.